# Alice in the Alps
Alice in the Alps é um curta-metragem de animação estadunidense de 1927, lançado como parte da série Alice Comedies.